# 165
Năm 165 là một năm trong lịch Julius. 